# 바일라 콘미고
《바일라 콘미고》(스페인어: Baila conmigo)은 1992년 방영된 멕시코의 텔레노벨라이다.